# Chelsea Muco
Chelsea Muco, född den 16 april 1997 i Burundi, är en svensk artist, låtskrivare och skådespelare.
Chelsea Muco flyttade till Sverige vid sju års ålder och växte upp i Kristinehamn i Värmland och Jordbro, strax söder om Stockholm. Hon kom tidigt i kontakt med Pa Modou Badjie från Panetoz inom ramen för projektet "Vägen ut", en verksamhet där unga får skapa musik och som gruppen startade i Jordbro 2004. Han kom att bli en musikalisk mentor för henne.
Muco gör musik inom genren afrobeats och debuterade i början av 2020 med singeln "Rollin" som sedan följdes upp av singeln "Come Closer".
Chelsea Muco arbetar med ungdomsverksamheten FreeZone Haninge, där hon coachar ungdomar med musik, och hon driver tjejverksamheten HerZone.
Vid sidan av musiken har hon skådespelat i kortfilmerna Kluven dröm (2015), Gola inte (2016) och Värmlänningen (2018).
Chelsea Muco deltog i deltävling 5 i 
Melodifestivalen 2024 
med låten "Controlla" som hon skrivit tillsammans med Pa Modou, Fernand MP, Karl Flyckt, Elsa Carmona Oljelund och Anderz Wrethov, men tog sig inte vidare.